# Menonvillea litoralis
Menonvillea litoralis är en korsblommig växtart som först beskrevs av François Marius Barnéoud, och fick sitt nu gällande namn av Reed Clark Rollins. Menonvillea litoralis ingår i släktet Menonvillea och familjen korsblommiga växter. Inga underarter finns listade i Catalogue of Life.